# Spicul Chișcăreni
FC Spicul Chișcăreni este un club de fotbal din Chișcăreni, Republica Moldova, care în prezent evoluează în [[Divizia "n
"]], eșalonul secund al fotbalului moldovenesc.
În sezonul 2014-2015 echipa a câștigat titlul în Divizia „B” Nord, având în lot câțiva jucători care au trecut și pe la naționala Moldovei, printre care: Alexandru Leu, Ștefan Caraulan și Denis Calincov, care cu 13 ani în urmă se tranferase de la Zimbru Chișinău la Anderlecht Bruxelles; dar și alți jucători cu experiență în Divizia Națională cum ar fi: Petru Ojog, Sergiu Istrati sau Alexandru Maxim. Antrenorul formației este românul Constantin Arbănaș, care anterior a devenit campion al Moldovei ca jucător cu Sheriff Tiraspol.

## Palmares
- Divizia „B” Nord (1): 2014-15
- Cupa Rădăuțanu 2015[3][1]